# رماثة
الرَمَّاثَة أو الفَاسِيَة أو الفاسِيَاء أو الفَسَّاءَة أو القَذَّاف أو الخنفساء القاذفة هي خنفساء أرضية تتواجد بشكل رئيسي في أفريقيا وآسيا، وهذه الخنفساء يمكنها أن تطلق شحنة قوية من السوائل الحارة والسامة لمحاربة الحيوانات المفترسة مثل الطيور والضفادع، وسيلة الرش التي تستخدمها الحشرة كآلية دفاع ألهمت فريق من الباحثين من جامعة ليدز في عام 2010 لتطوير التكنولوجيا الصديقة للبيئة التي تستخدم نظام يحاكى طريقة رش المياه للحشرة، بدلا من الطرق التقليدية المستخدمة في الرش بالرذاذ، قام العلماء بمحاكاة طريقة أداء الحشرة مما ساعدهم على تطوير تكنولوجيا قادرة على دفع المياه إلى مسافة تصل إلى 4 أمتار. يكون القذف مصحوبًا بصوت فرقعة. وتقوم الخنفساء القاذفة بإنتاج وتخزين نوعين من المركَّبات الكيميائية المتفاعلة تتمثل في الهيدروكوينون وفوق أكسيد الهيدروجين، في خزان منفصل في الطرف الخلفي من البطن. وعندما تكون مهددة، تقبض الخنفساء العضلات التي تدفع المادتين المتفاعلتين عبر أنابيب مزودة بصمامات إلى غرفة خلط تحتوي على ماء وخليط من الإنزيمات المحفِّزة. وعند اختلاطها، تخضع المواد المتفاعلة لتفاعل كيميائي عنيف متسم بإطلاق الحرارة، وهو ما يؤدي إلى رفع درجة الحرارة لما يقرب من نقطة غليان المياه.
تراكم الضغط المقابل يدفع صمامات المدخل من غرف تخزين المتفاعلات للإغلاق، وبالتالي حماية أعضاء الخنفساء الداخلية. يتحول السائل المغلي، كريه-الرائحة إلى غاز (التبخير الفجائي) وينطلق من صمام الخروج إلى الجو مصحوبًا بصوت فرقعة مرتفع. تدفق المتفاعلات نحو غرفة التفاعل والطرد اللاحق لتلك العملية إلى الجو يحدث دوريًا بمعدل حوالي 500 مرة في الثانية بإجمالي فترة نبض لا تتعدى الجزء من الثانية. ومن الممكن أن تدور فتحات غدد بعض الخنافس الإفريقية القاذفة من خلال 270° وتدفع ما بين ساقي الحشرة، وبذلك يمكن قذفها في العديد من الاتجاهات بدقة كبيرة.

## الموطن

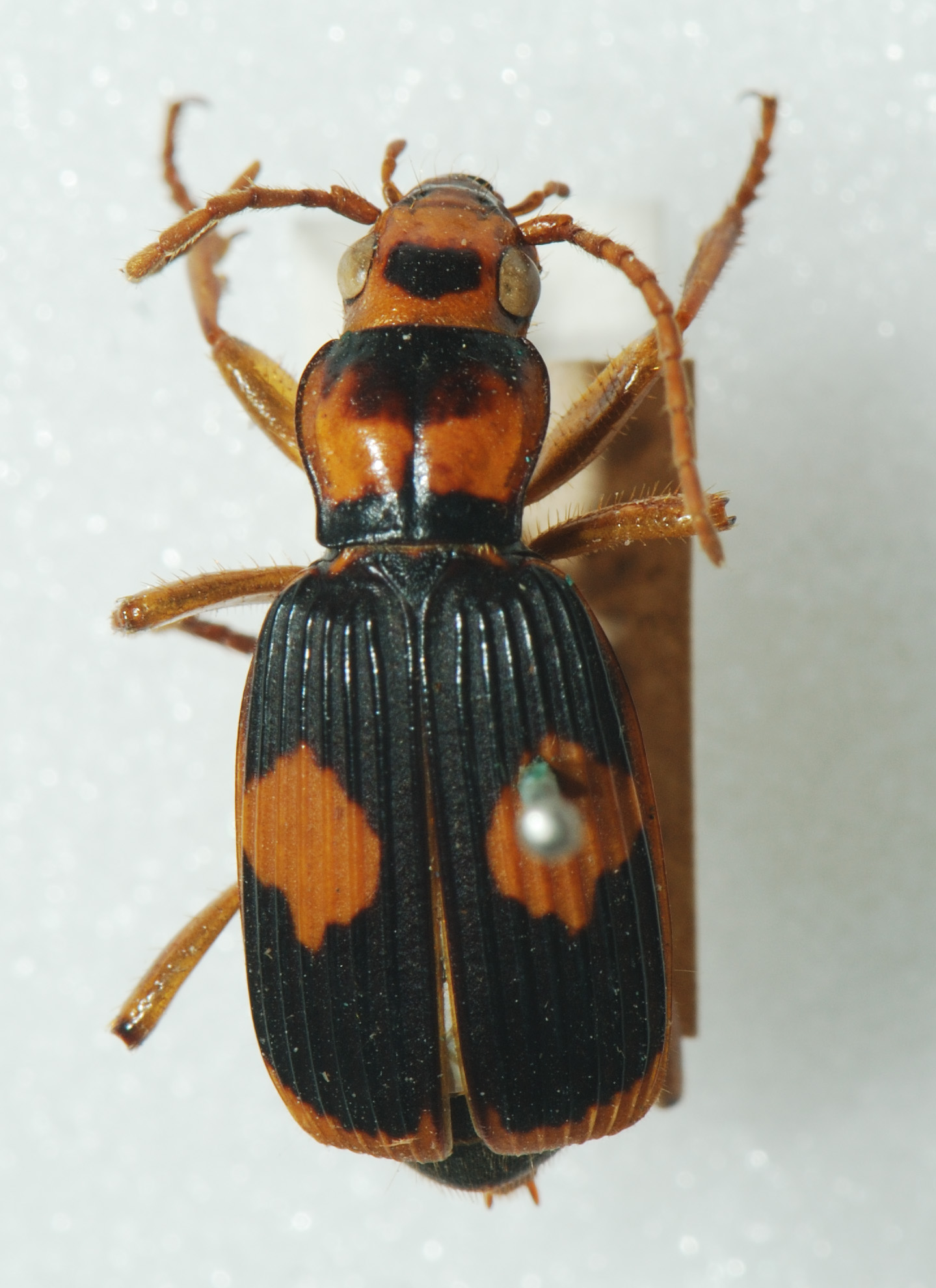
الخنفساء الأسترالية القاذفة (Pheropsophus verticalis)

تسكن الخنافس القاذفة في معظم القارات، باستثناء القارة القطبية الجنوبية. وتعيش عادةً في الغابات أو الأراضي العشبية في الأماكن المعتدلة ويمكن العثور عليها أيضًا في بيئات أخرى إذا كانت رطبة لتضع بيضها.

## السلوك
معظم أنواع الخنافس القاذفة آكلة اللحوم، بما فيها اليرقات. وعادةً ما تصطاد الخنفساء الحشرات الأخرى في فترة الليل، ولكنها أحيانًا ما تجتمع مع مثيلاتها من نفس نوعها عندما لا تكون مشغولة بالبحث عن الغذاء.

## آلية الدفاع

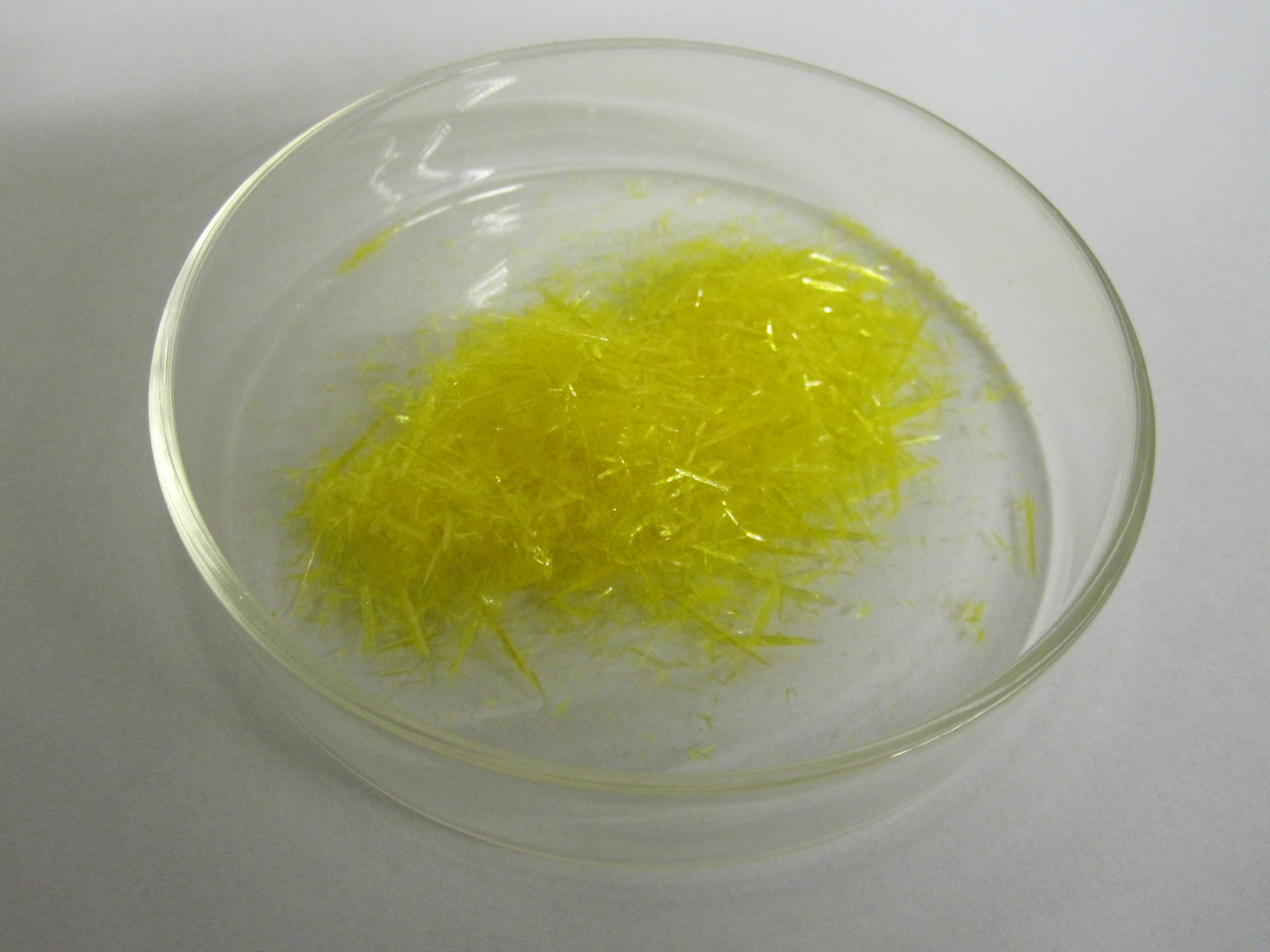
إبر من البارا بنزوكينون المسخن حديثًا

تنتج الخلايا الإفرازية الهيدروكوينون وفوق أكسيد الهيدروجين، واللذين يجتمعان في خزان. ينفتح الخزان على غرفة التفاعل سميكة الجدران من خلال صمام محكوم بالعضل. وتلك الغرفة مبطنة بخلايا تخفي الـكاتالازات وإنزيمات البروكسيدازات. وعندما تدفع محتويات الخزان نحو غرفة التفاعل، تقوم الكاتالازات والبروكسيدازات بكسر فوق أكسيد الهيدروجين بشكلٍ سريع وتحفز أكسدة الهيدروكينون فتحوله إلى بارابنزوكينون.
تطلق التفاعلات الأكسجين وتولد حرارة كافية لتوصيل الخليط إلى نقطة الغليان ويتبخر ما يقرب من خُمسِه. وتحت ضغط الغازات المنبعثة، يُرغَم الصمام على الانغلاق، فتطرد الكيماويات بشكل انفجاري من خلال فتحات في طرف البطن. وفي كل مرة تقوم بذلك، تطلق ما يقرب من 70 مرة بسرعة شديدة. ويمكن أن تكون الأضرار الناجمة قاتلة بالنسبة للهجوم على الحشرات وبعض المخلوقات الصغيرة كما أنها مؤلمة بالنسبة لبشرة الإنسان.

## تطور آلية الدفاع
عندما يهدد كائن مفترس أو معتد مهاجم من أي نوع الخنفساء القاذفة، من نقطة مناسبة القرب، تحرك الخنفساء نهاية ذيلها بشكل دائري، وينبعث سائل مؤذٍ ساخن محمّى لدرجة 100 °م (212 °ف) بشكل انفجاري من أنابيب الاحتراق المزدوجة في وجه العدو. وعادةً ما يتم إنتاج أنواع مختلفة من الـكوينونات بواسطة الخلايا الموجودة في بشرة الحشرات لتتصلب بشرتهم وتتحول إلى بشرة متصلبة، وبما أن طعم تلك الإفرازات يعتبر سيئًا بالنسبة للمفترسين، فإن العديد من الحشرات تقوم بإفرازها لردع المفترسين. حيث توجد فجوات في تلك البشرة الصلبة، وتتنوع لتشكل حقائب صغيرة لتخزين الكوينون الرادع. وبينما تحاول الكائنات المفترسة تطوير مقاومتها لتلك المادة الكيميائية، فإن بعض المواد الأخرى ذات الصلة بها مثل الهيدروكينون تتطور أيضًا، وفي معظم أنواع الخنافس، تقوم الخلايا المتخصصة بإفراز الهيدروكينون من الغدد المتصلة عن طريق قنوات بكيس الخزان والذي يمكن أن تقوم العضلات بإغلاقه لإيقاف التسريب.
وبينما تمتلك جميع الخنافس الأرضية(carabid beetles) ذلك النوع من الترتيب، ففي بعض الحالات، يختلط فوق أكسيد الهيدروجين، والذي يعتبر منتجًا مصاحبًا لعملية الأيض الخاصة بالخلايا، بالهيدروكينون، وبعض الكاتالازات الموجودة في معظم الخلايا ويجعل العملية أكثر فاعلية. ينتج التفاعل الكيميائي حرارة وضغطًا، يدفعان المخرجات عندما يتم مهاجمة الحشرة، كما في الخنفساء Metrius contractus والتي تقوم بدفع مخرجات رغوية. وفي الخنافس القاذفة الأخرى، تكون العضلات التي توقف التسريب لها جنيح إضافي يشكل صمامًا ليضمن أن الضغط سوف يقوم بدفع المخرجات إلى الخارج، والعضلات التي تحكم المنفذ لديها فوهات متطورة لتوجيه رد الفعل الانفجاري نحو بخ الرادع الكيميائي على المهاجم. التسلسل الدقيق غير معروف، ومن الشائع أن المميزات التي تستخدم لغرض واحد يمكن أن تكون مفيدة أيضًا لأغراض أخرى، وتلك العملية تسمى تكيف مسبق (exaptation). كم وُضعت بعض السيناريوهات الأكثر تفصيلاً لتعرض تغيرات صغيرة قد تؤدي إلى تلك الآلية.
وقد أصبح الجهاز الدفاعي الانفجاري لدى الخنافس محور اهتمام دارسي نظرية خلق الكون. تصميم ذكي يؤيد ادعاء مايكل بيهي بأن النظام يعد مثالاً لـتعقيد لا يمكن اختزاله (irreducible comlexity) وبالتالي لا يمكن أن يتطور، وهي نظرية رفضها العلماء بوصفها معيبة منطقيًا وواقعيًا.

## الوصلات الخارجية
- Eisner T, Aneshansley DJ (أغسطس 1999). "Spray aiming in the bombardier beetle: Photographic Evidence". Proc. Natl. Acad. Sci. U.S.A. ج. 96 ع. 17: 9705–9. DOI:10.1073/pnas.96.17.9705. PMC:22274. PMID:10449758. مؤرشف من الأصل في 2019-07-14.
- Genus Brachinus — BugGuide.net
- Eisner T, Aneshansley DJ, Eisner M, Attygalle AB, Alsop DW, Meinwald J (أبريل 2000). "Spray mechanism of the most primitive bombardier beetle (Metrius contractus)" (PDF). J. Exp. Biol. ج. 203 ع. 8: 1265–75. PMID:10729276. مؤرشف من الأصل (PDF) في 2011-03-11.{{استشهاد بدورية محكمة}}:  صيانة الاستشهاد: أسماء متعددة: قائمة المؤلفين (link)
- Hesselberg T (06 نوفمبر 2007). "Exploding beetles suggest a new pressure relief valve and fluid discharge system". Life of science. مؤرشف من الأصل في 2016-03-06.
- "Claim CB310: Bombardier beetle evolution". TalkOrigins Archive. مؤرشف من الأصل في 2019-05-22.
- Isaak, Mark (May 30 2003). "Bombardier Beetles and the Argument of Design". TalkOrigins Archive. مؤرشف من الأصل في 3 أبريل 2019. {{استشهاد ويب}}: تحقق من التاريخ في: |تاريخ= (مساعدة)
- BBC (1999). "'Bull's-eye beetle' (Stenaptinus insignis)". BBC News. مؤرشف من الأصل في 2019-06-03.: 3 photos, 1 micrograph, 1 b/w illustration